# 基耶里
基耶里（意大利语：Chieri），是意大利北部皮埃蒙特大区都灵省的一个市镇。总面积54.3平方公里，总人口36168，人口密度666.1人/平方公里（2010年12月31日）。